# Toni Pfülf

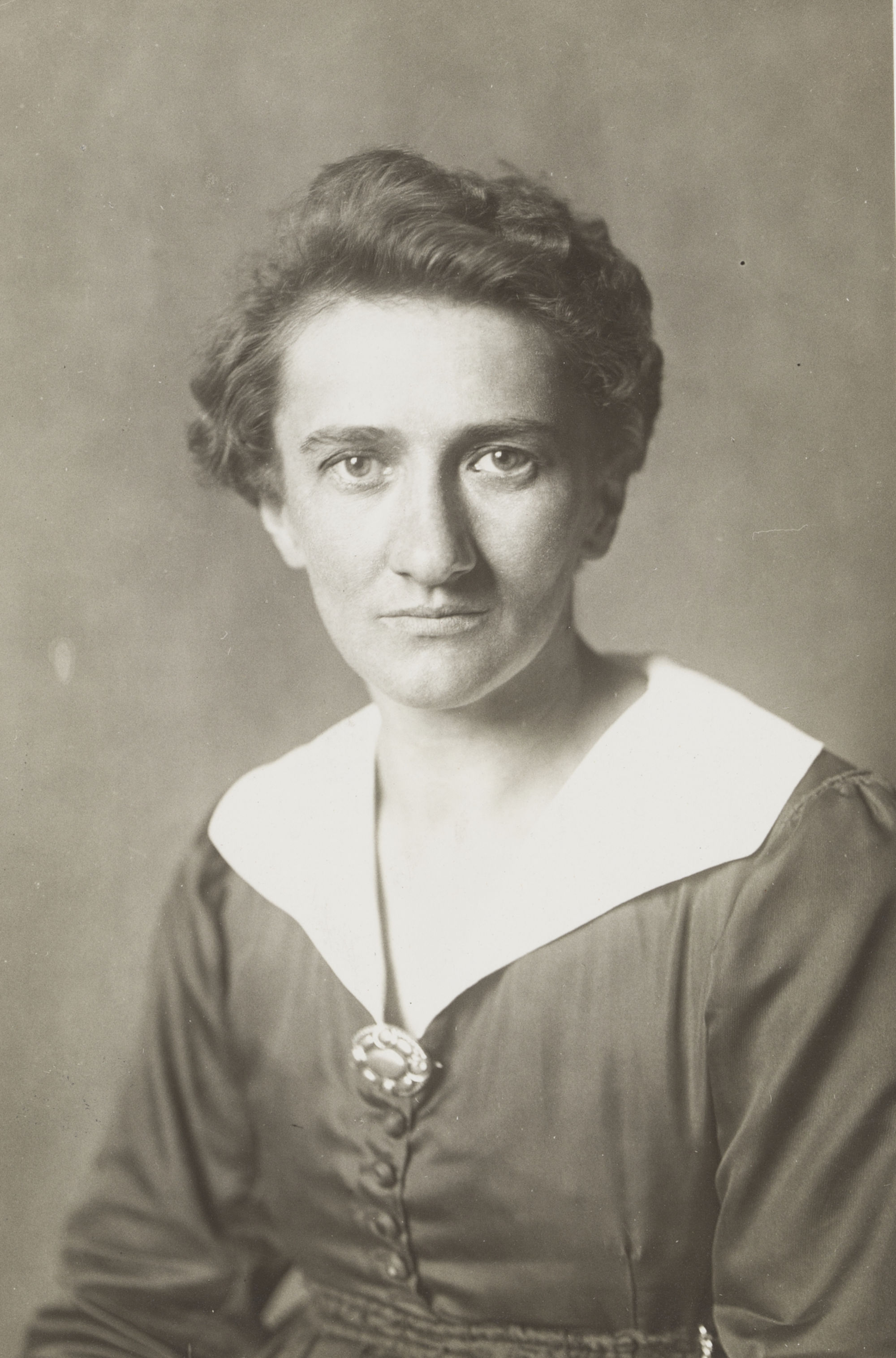
Antonie Pfülf, um 1920, Fotografie von Philipp Kester

Antonie „Toni“ Pfülf (* 14. Dezember 1877 in Metz; † 8. Juni 1933 in München) war eine deutsche Politikerin (SPD).

## Leben und Wirken

### Leben im Kaiserreich (1877 bis 1919)
Antonie Pfülf wurde als Tochter eines Obersts geboren. Von 1888 bis 1894 besuchte sie eine Höhere Mädchenschule in München. Von 1900 bis 1902 wurde Pfülf am Lehrerinnenseminar in München zur Lehrerin ausgebildet.
Den Beruf als Lehrerin strebte sie in München an, zuvor hatten ihre Eltern ihr eine Ausbildung verweigert, Grund für Toni Pfülf, mit der Familie zu brechen.
In den folgenden Jahren arbeitete Pfülf als Lehrerin in Oberammergau, Peiting und schließlich in München-Milbertshofen. Aus gesundheitlichen Gründen ging sie bereits 1915 in Pension und arbeitete 1916 bis 1918 als Armen- und Waisenpflegerin in München. Während der Revolution von 1918/19 gehörte sie als eine von wenigen Frauen dem Münchner Arbeiterrat an.

### Weimarer Republik (1919 bis 1933)

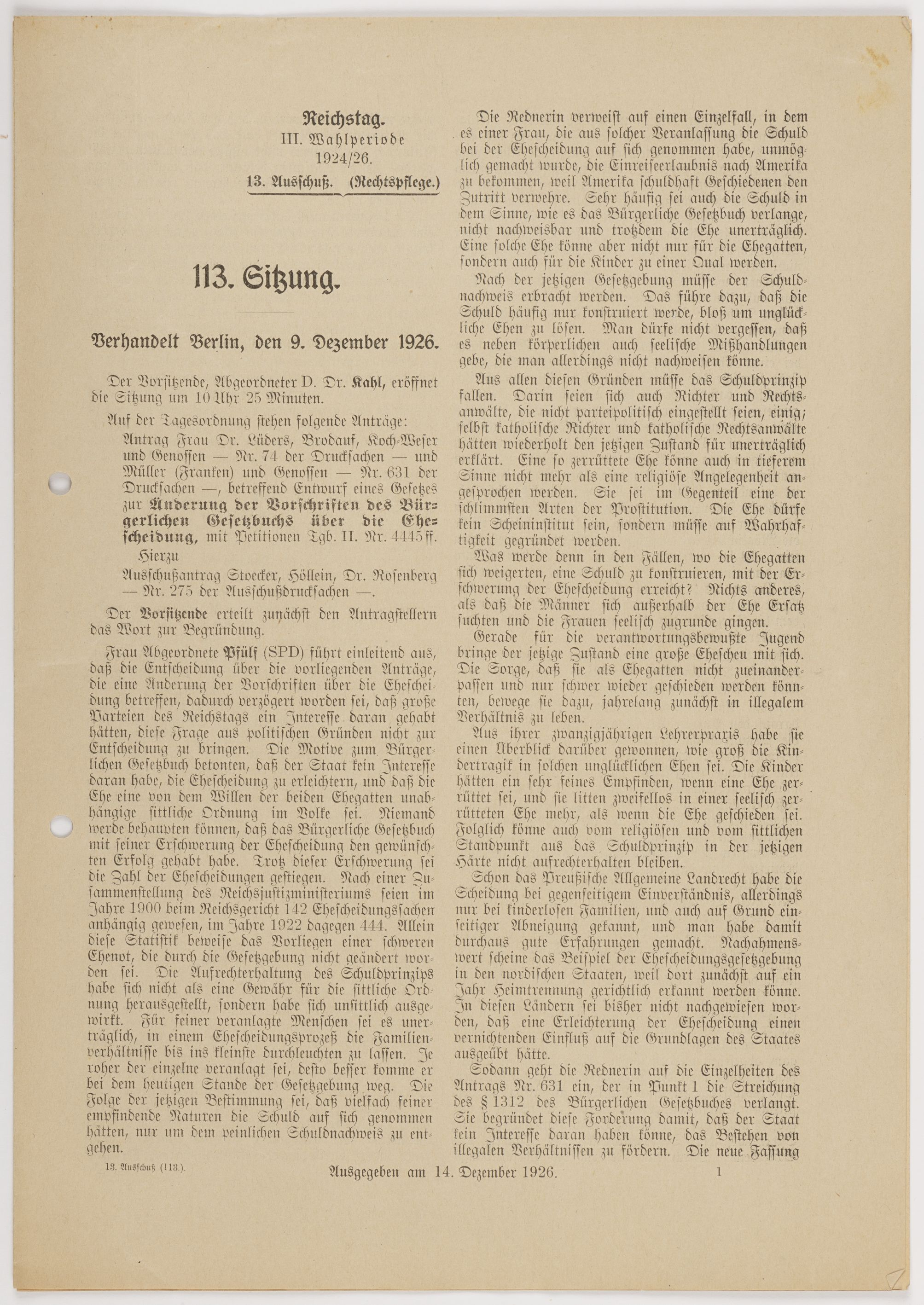
Protokoll der Rede Pfülfs zur Reform des Ehescheidungsrechts 1926 in Sitzung des Reichstags-Ausschusses für Rechtspflege

Als junge Frau trat Pfülf der Sozialdemokratischen Partei Deutschlands (SPD) bei. Von Januar 1919 bis Juni 1920 gehörte Pfülf der Weimarer Nationalversammlung an, in der sie den Wahlkreis 24 (Oberbayern) vertrat. In der Versammlung setzte Pfülf am 17. Juli 1919, gemeinsam mit Marie Baum (DDP) und Clara Mende (DVP), die Abschaffung des sogenannten Lehrerinnenzölibats durch.
Bei der Reichstagswahl vom Juni 1920 wurde Pfülf als Kandidatin ihrer Partei für den Wahlkreis 27 (Oberbayern) in den Reichstag gewählt. Bei der Wahl vom Mai 1924 wurde Pfülf als Abgeordnete ihres alten Wahlkreises, der nach einer Neudurchnummerierung der Wahlkreise nun als Wahlkreis 24 firmierte, bestätigt. Vom Dezember 1924 bis zum Juni 1933 vertrat Pfülf im Parlament schließlich den Wahlkreis 25 (Niederbayern). In diesen neun Jahren wurde sie insgesamt fünf Mal (1928, 1930, Juli und November 1932, März 1933) wiedergewählt. Das bedeutendste parlamentarische Ereignis, an dem Pfülf während ihrer Abgeordnetenzeit teilhatte, war die Verabschiedung des Ermächtigungsgesetzes im März 1933. Pfülf war eine von 94 Abgeordneten, die gegen das Gesetz stimmten, das die Grundlage für die Errichtung der nationalsozialistischen Diktatur bildete und mit einer Mehrheit von 444 zu 94 Stimmen beschlossen wurde.

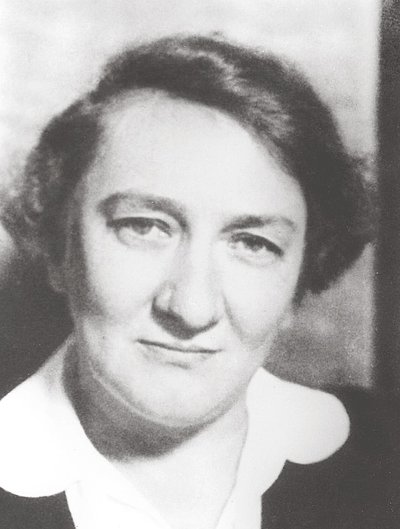
Toni Pfülf in späteren Jahren

Daneben fiel Pfülf im Reichstag vor allem als Schulpolitikerin auf. So setzte sie sich für gleiche Chancen von Jungen und Mädchen in Schule und Ausbildung ein und war an der Aushandlung des Weimarer Schulkompromisses beteiligt. Als Mitglied der Programmkommission ihrer Partei trug sie mit dazu bei, dass die SPD in ihr Heidelberger Programm (1925) erste Ansätze einer Frauenquote aufnahm. Ende der 1920er Jahre gehörte Pfülf zu den entschiedensten Befürwortern einer energischeren Bekämpfung des Nationalsozialismus in den Reihen der Sozialdemokratie. Dies brachte ihr einige Hetzartikel im Stürmer ein.

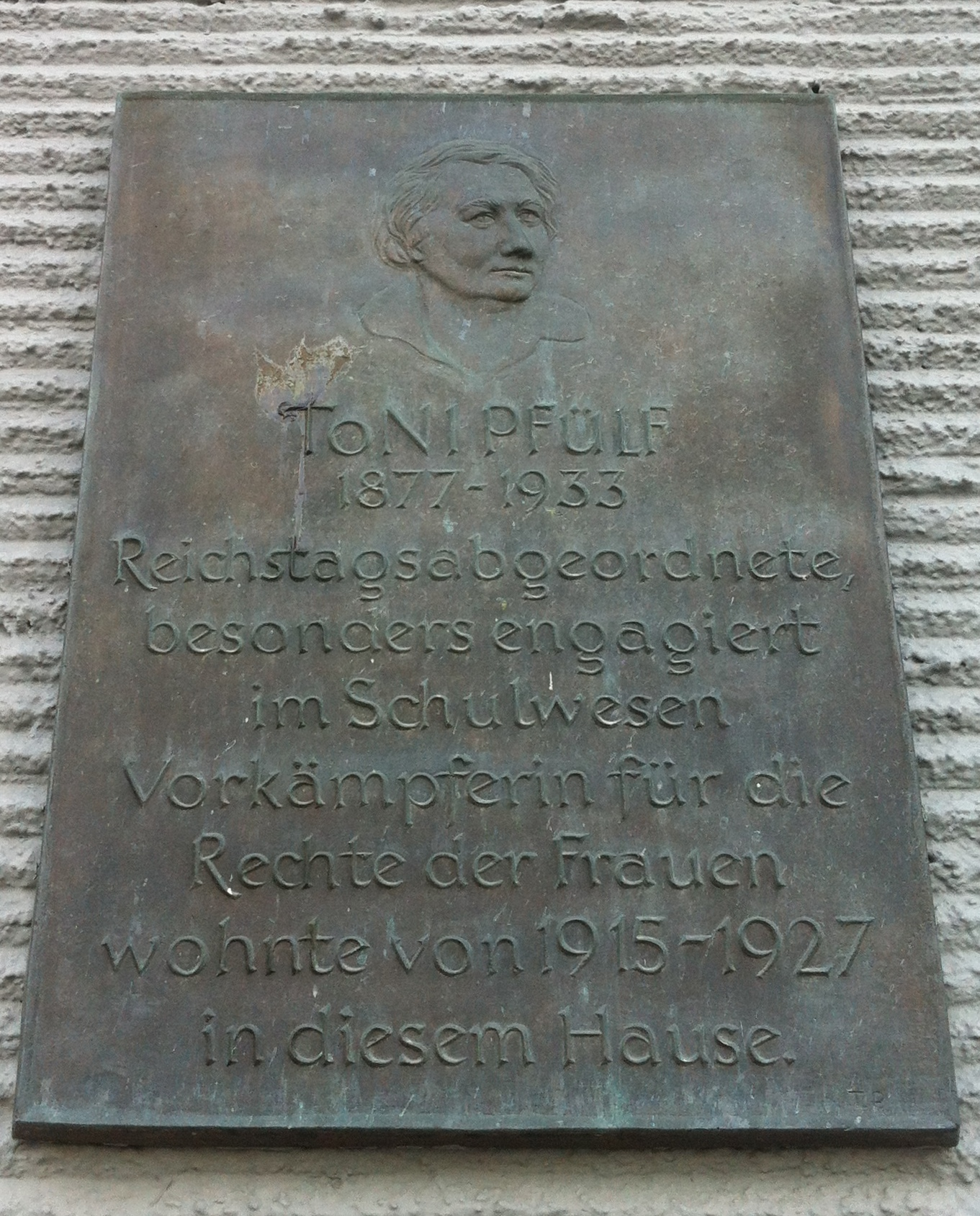
Gedenktafel an Pfülfs Wohnhaus in der Leopoldstraße 77 in München

### Zeit des Nationalsozialismus (1933)
Vor der Reichstagssitzung vom 17. Mai 1933, als das Parlament Adolf Hitlers außenpolitischem Konzept zustimmen sollte, entschloss sich die Mehrheit der SPD-Fraktion, mit Ja zu stimmen; Pfülf indes stimmte dagegen. Sie wollte dem Regime nicht als „parlamentarisches Feigenblatt“  dienen. Aus Verzweiflung über die Vergeblichkeit dieses Vorstoßes und über die allgemeine politische Entwicklung unternahm Pfülf einen Tag später einen ersten Selbstmordversuch. Nach einem Aufruf zum Widerstand wurde sie kurze Zeit inhaftiert. Am 8. Juni 1933 nahm sie sich das Leben. Aus ihrem Abschiedsbrief ist die tiefe Enttäuschung über ihre Partei und deren Taktieren ersichtlich: „Dass ihr alle zusammen […] nicht versucht habt, auf jede Gefahr hin, Widerstand zu leisten, das kann ich nicht ertragen.“

## Gedenken
An ihrem Wohnhaus in der Leopoldstraße 77 in München wurde eine Gedenktafel angebracht. In München und in Regensburg ist eine Straße nach ihr benannt.

## Werke
- Kultur- und Schulpolitik. Erläuterungen zum Görlitzer Programm. J. H. W. Dietz Nachfolger, Berlin 1922.
- Die Auflösung der alten Familie. In: Gerhard Danziger (Hrsg.): Jugendnot. Vorträge, gehalten auf der 9. öffentlichen Tagung des Bundes entscheidender Schulreformer im Neuen Rathaus von Berlin-Schöneberg am 1., 2. und 3. Oktober 1922. Oldenburg, Leipzig 1922, S. 26–30.
- Die Disziplin der Fürsorgeerziehungsanstalt. In: Arbeiterwohlfahrt. Jg. 1926, Heft 1, S. 14–18 (Digitalisat).
- Die Reform des Ehescheidungsrechtes. In: Arbeiterwohlfahrt, 1928, 3(1928), Heft 1, S. 3–9 (Digitalisat).

## Toni-Pfülf-Preis
Seit 2013 wird zu ihrem Andenken alle 2 Jahre der Toni-Pfülf-Preis für herausragendes Engagement von Frauen für Frauen in Politik und Gesellschaft verliehen. Der Preis wurde von
SPD Bayern und der Arbeitsgemeinschaft sozialdemokratischer Frauen Bayern gestiftet und ist mit je 1000 Euro dotiert. Preisträger waren bisher Jutta Speidel (2013), Iris Berben (2015), die Organisation Pinkstinks und Renate Schmidt (2017), Margot Käßmann und Maren Kroymann (2019). Anja Reschke und Elke Ferner erhielten im Jahr 2021 den Preis.